# يالجن جرانيت
يالجن جرانيت (بالتركية: Yalçın Granit)‏ مواليد 17 سبتمبر 1932 في إسطنبول، هو مدرب كرة سلة تركي ولاعب معتزل. بدأ مسيرته الاحترافية في سنة 1948. مثّل منتخب بلاده. شارك في دورة الألعاب الأولمبية الصيفية سنة 1952. اعتزل اللعب في 1957. لعب مع غلطة سراي لكرة السلة وراسينغ كولومب.

## روابط خارجية
- يالجن جرانيت على موقع الاتحاد الدولي لكرة السلة (الإنجليزية)
- يالجن جرانيت على موقع سبورتس رفرنس (الإنجليزية)
- يالجن جرانيت على موقع أوليمبيديا (الإنجليزية)